# Resolució 2133 del Consell de Seguretat de les Nacions Unides
La Resolució 2133 del Consell de Seguretat de les Nacions Unides fou adoptada per unanimitat el 27 de gener de 2014. La resolució va confirmar mesures anteriors contra el terrorisme i va demanar als països que cooperessin estretament en segrestos i accions amb ostatges per part de grups terroristes.

## Observacions
El Consell va confirmar que el terrorisme era una de les majors amenaces per a la pau i la seguretat internacionals i que no es justificable en cap cas. Els Estats membres estaven obligats a prevenir i combatre el finançament d'actes terroristes. Va condemnar fortament els incidents en què grups terroristes van emprar persones segrestades per recaptar diners o imposar concessions polítiques. Aquests incidents s'han produït amb més freqüència, especialment amb Al Qaeda, i han servit finançat futurs segrestos i preses d'ostatges.

## Actes
El Consell va confirmar la Resolució 1373 (2001) en particular l'obligació dels països de combatre el finançament, la contractació i l'armament de grups terroristes. Es va instar als països a evitar que els terroristes rebessin rescats o concessions polítiques, assegurar l'alliberament d'ostatges i cooperar estretament en cas d'incidents.